# Relaciones Bahamas-Chile
Las relaciones Bahamas-Chile son las relaciones internacionales entre la Mancomunidad de las Bahamas y la República de Chile. Ambos países americanos pertenecen a la Comunidad de Estados Latinoamericanos y Caribeños y la Organización de los Estados Americanos. Asimismo, las relaciones entre ambos países se enmarcan en aquella que tiene Chile con los países de la Comunidad del Caribe (Caricom), de la cual Bahamas forma parte.

## Historia
Las relaciones bilaterales entre ambos países fueron formalmente establecidas el 4 de diciembre de 1973, y desde entonces estas han sido de cordialidad y cooperación. En abril de 2015, ambos países suscribieron un acuerdo para la exención de visas para titulares de pasaportes diplomáticos y oficiales.

## Relaciones económicas
En materia económica, el intercambio comercial entre ambos países ascendió a los 0,77 millones de dólares estadounidenses en 2023, representando un crecimiento promedio anual del -21,8% durante los últimos cinco años. Los principales productos exportados por Chile a Bahamas fueron perfiles de madera de coníferas, mientras que Bahamas mayoritariamente exporta al país sudamericano partes y accesorios de automóviles.

## Misiones diplomáticas
- Las Bahamas no cuenta con acreditación a Chile. Las Bahamas cuenta con un consulado honorario en Santiago.[4]

- La embajada de Chile en Jamaica concurre con representación diplomática a Bahamas. Asimismo, Chile cuenta con un consulado honorario en Nassau.[5]